# Siptornis striaticollis
El curutié frontino (Siptornis striaticollis), también denominado musguero de anteojos (en Colombia) o colapúa frontino (en Ecuador y Perú), es una especie de ave paseriforme de la familia Furnariidae, la única especie del género Siptornis. Es nativa de la región andina del noroeste de América del Sur.

## Distribución y hábitat
Se distribuye a lo largo de la cordillera de los Andes desde el suroeste de Colombia, por el este de Ecuador, hasta el norte de Perú.
Esta especie es considerada rara y local en su hábitat natural, el sub-dosel y los bordes de selvas húmedas montanas, en la vertiente oriental de los Andes, entre los 1300 y 2300 m de altitud.

## Descripción
Mide entre 11 y 12 cm de longitud y pesa entre 12 y 13 g. Su plumaje es pardo rufo en las partes superiores, con la corona castaña y las cobertoras de las alas y la cola castaño rojizo. Tiene una lista superciliar pos-ocular blanca y visible y un semi anillo ocular también blanco. Por abajo es gris parduzco con finas estrías blanquecinas en el pecho y la garganta. Las aves sureñas tienen las marcas en los ojos menos prominentes y la parte posterior del pescuezo más fuertemente estriada. Su cola es larga, bifurcada y filuda. El pico es algo curvo.

## Comportamiento

### Alimentación
Se alimenta principalmente de artrópodos, que caza en grietas de la corteza y hojas, grupos de musgos, líquenes y epifitas o montones de hojarasca. Generalmente busca alimento en el estrato medio y ocasionalmente en el subdosel y dosel, solitario y frecuentemente en bandadas mixtas con otras especies.

### Reproducción
Construye al final de una rama lateral, un nido en forma de masa esférica, con musgo y otros materiales vegetales, con una entrada en la base.

### Vocalización
El canto es un trinado de timbre alto, fácilmente ignorado.

## Sistemática

### Descripción original
La especie S. striaticollis fue descrita por primera vez por el naturalista francés Frédéric de Lafresnaye en 1843 bajo el nombre científico Synnalaxis (error) striaticollis; su localidad tipo es: «Colombia = Bogotá».
El género monotípico Siptornis fue creado por el naturalista alemán Ludwig Reichenbach en 1853.

### Etimología
El nombre genérico femenino «Siptornis» se compone de las palabras del griego «σιπτη siptē, σιππη  sippē o σιττη sittē»: pájaro asociado a los carpinteros mencionado por Aristóteles, Calímaco y Hesiquio, posteriormente asociado a los trepadores Sitta; y «ορνις ornis, ορνιθος ornithos»: ave; y el nombre de la especie «striaticollis», se compone de las palabras del latín «striatus»: estriado  y «collis»: de garganta; significando «de garganta estriada».

### Taxonomía
Los datos genéticos indican que esta especie es la más próxima a un grupo que contiene a Roraimia, Thripophaga y Cranioleuca. La subespecie nortoni se distingue moderadamente por el plumaje pero se necesitan comparaciones de la vocalización con la nominal. La clasificación Clements Checklist no reconoce subespecies.

### Subespecies
Según las clasificaciones del Congreso Ornitológico Internacional (IOC) y Aves del Mundo (HBW) se reconocen dos subespecies, con su correspondiente distribución geográfica:
- Siptornis striaticollis striaticollis (Lafresnaye, 1843) – [[Cordillera Oriental (Colombia)|Andes orientales de Colombia (pendiente occidental en la cabecera del valle del Magdalena en Huila, y pendiente oriental en el este de Cauca y oeste de Caquetá).
- Siptornis striaticollis nortoni G.R. Graves & Robbins, 1987 – Andes de Ecuador (pendiente oriental) hacia el sur hasta el extremo norte de Perú (norte de Cajamarca).